# 1100
| Calendário gregoriano                                                        | 1100 MC                                                |
| Ab urbe condita                                                              | 1853                                                   |
| Calendário arménio                                                           | 549 – 550                                              |
| Calendário bahá'í                                                            | -744 – -743                                            |
| Calendário budista                                                           | 1644                                                   |
| Calendário chinês                                                            | 3796 – 3797 Início a 12 de fevereiro (aproximadamente) |
| Calendário copta                                                             | 816 – 817                                              |
| Calendário etíope                                                            | 1092 – 1093                                            |
| Calendários hindus - Vikram Samvat - Calendário nacional indiano - Cáli Iuga | 1155 – 1156 1021 – 1022 4200 – 4201                    |
| Calendário Holoceno                                                          | 11100                                                  |
| Calendário islâmico                                                          | 493 – 494                                              |
| Calendário judaico                                                           | 4860 – 4861                                            |
| Calendário persa                                                             | 478 – 479                                              |
| Calendário rúnico                                                            | 1350                                                   |
| Calendário solar tailandês                                                   | 1643                                                   |

1100 (MC, na numeração romana) foi um ano bissexto, o último ano do século XI do calendário juliano, da Era de Cristo, e as suas letras dominicais foram  A e G (52 semanas), teve início a um domingo e terminou a uma segunda-feira.
No território que viria a ser o reino de Portugal estava em vigor a Era de César que já contava 1138 anos.

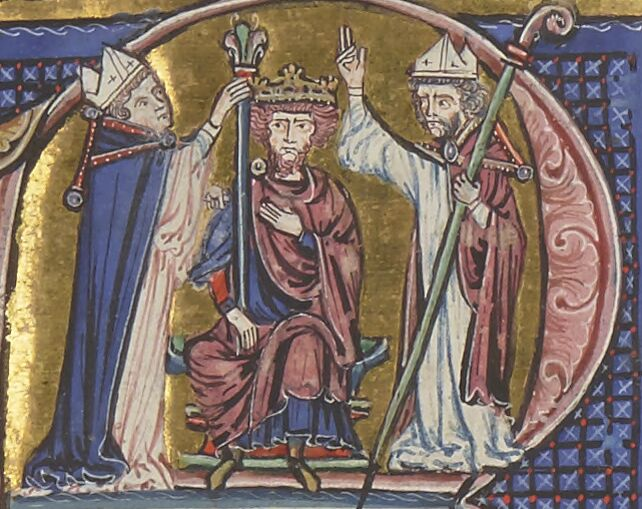
Balduíno I é coroado rei de Jerusalém. Ilustração de William of Tyre (século XII).

| Ano completo                       |
| ---------------------------------- |
| Ano bissexto com início ao domingo |

## Eventos
- 2 de agosto — Henrique I usurpa o trono de Inglaterra a Roberto II. É coroado a 5 de Agosto.
- Setembro - Auxílio do conde D. Henrique a Afonso VI de Castela, na sua qualidade de vassalo, na Batalha de Malagón, contra os Almorávidas.
- 25 de dezembro - Balduíno I é coroado rei de Jerusalém.
- 31 de dezembro — fim do século XI.
- Viagem a Roma do arcebispo de Braga, D. Geraldo, para obter do papa Pascoal II a dignidade metropolítica para a Sé de Braga a título definitivo.
- Balduíno de Bourcq torna-se Conde de Edessa.
- As vilas de Kalmar, Kungälv e Varberg, na Suécia são elevadas à categoria de cidades.
- Roberto I de Harcourt manda edificar o Castelo de Harcourt.

## Nascimentos
- Andrônico I Comneno — imperador bizantino
- D. Mem Moniz de Riba Douro — senhor de Ribadouro, Portugal.
- D. Lourenço Gonçalves de Abreu — senhor da Torre da Lapela, Portugal e seu alcaide-mor  (m. 1141).
- Constantino Ângelo (m. 1166)
- Godofredo II de Lovaina — conde de Lovaina, landgravo de Brabante, marquês de Antuérpia e duque da Baixa-Lotaríngia  (m. 1142).
- Guy I de Dampierre — visconde de Troyes e senhor de Dampierre-sur-l'Aube  (m. 1151).
- Egas Fafes de Lanhoso.
- Nuno Fernandesvisconde de  fidalgo, rico-homem e cavaleiro medieval português.
- Raimundo Garcia de Portocarreiro
- D. Paio Guterres da Cunha — nobre e Cavaleiro medieval franco-português que veio para o Condado Portucalense na companhia Conde D. Conde D. Henrique.
- Mem Pires de Aguiar — nobre, rico-homem e cavaleiro medieval português, foi senhor da Torre do Castelo de Aguiar de Sousa.
- Soeiro Mendes de Sousa — rico-homem cavaleiro medieval português, esteve na Batalha de São Mamede ao lado de D. Afonso Henriques  (m. 1137).
- Forjaz Vermuis de Trastâmara — 2.º senhor de Trastâmara.
- Paio Fernandes — 2.º senhor de Ferreira de Aves.
- Guilherme de Harcourt — senhor de Harcourt, de Cailleville, de Beauficel, de Bourgtheroulde-Infreville, de Boissey-le-Châtel, de Lisors, de Bouville e de Renneville  (m. 1124).
- Egas Gomes Barroso — cavaleiro medieval do Reino de Portugal senhor das terras de Refojos de Basto.

## Mortes
- 2 de Agosto — Guilherme II de Inglaterra, num acidente de caça.
- Godofredo de Bulhão — defensor do Santo Sepulcro.